# Малиновка (Кстовский район)
Мали́новка — деревня в Кстовском районе Нижегородской области. Входит в состав Работкинского сельсовета.